# Református Politikai Párt
Református Politikai Párt (hollandul: Staatkundig Gereformeerde Partij, SGP) egy hollandiai, keresztény-jobboldali szellemiségű politikai párt, amely a református tanokat követi. A párt a legrégebb óta jelenlevő politikai párt Hollandiában, a mindenkori ellenzék tagja. A párt Hollandiában egyedüliként támogatja a halálbüntetést.

## Ideológiája
A párt egy radikális protestáns párt, ezen belül is a református egyház tanait követi. A párt kormányzását a Biblia szellemiségében végezné. A párt szigorúan ellenzi az állam és az egyház szétválasztását Álláspontjuk szerint mind az egyháznak és az államnak is meghatározott szerepe van a társadalomban, hitet tesznek a teokráciában. Vasárnapi napokon a párt honlapja nem elérhető.
A párt ellenzi a feminizmust, de bibliai alapon úgy vélik, hogy a nők és férfiak ugyanannyira fontosak a társadalomban, de nem egyenlőek, mert különböző szerepük van a társadalomban. Mindezt annyira komolyan veszik, hogy 1989-ig nem támogatták a nők választójogát, 2006-ig párttagok is csak férfiak lehettek, és 2013-ig nők nem indulhattak a párt jelölteiként.
A parlamenti vitákon gyakran hangsúlyozzák a jogállam és a parlamenti eljárások szerepét. A párt szükségesnek tartja a halálbüntetés újrabevezetését Hollandiában, amit Mózes első és második könyve alapján tartanak fontosnak. Szigorúan ellenzik az abortuszt, az azonos neműek házasságát, az eutanáziát, sőt, a gyermekgondozókat is.

## Választói
A párt hagyományosan azon református vallásúak körében népszerű, akiknek vallási meggyőződése nagyon erős. Ezek a választók a különböző hollandiai református egyházak tagjai, valamint Hollandia Protestáns Egyházának konzervatív szárnyának tagjai és az ortodox kálvinista Református Szövetség.
Földrajzilag a választók a holland bibliai övezet területére koncentrálódnak: Zeelandon belül Goeree-Overflakkee település és Dél-Hollandon belül Alblasserwaard polder valamint Gelderland és Overijssel nyugati részén élnek.

## Fordítás
- Ez a szócikk részben vagy egészben  a   Reformed Political Party című angol Wikipédia-szócikk ezen változatának fordításán alapul.  Az eredeti cikk szerkesztőit annak laptörténete sorolja fel. Ez a jelzés csupán a megfogalmazás eredetét és a szerzői jogokat jelzi, nem szolgál a cikkben szereplő információk forrásmegjelöléseként.